# Aplidium paessleri
Aplidium paessleri är en sjöpungsart som först beskrevs av Wilhelm Michaelsen 1907.  Aplidium paessleri ingår i släktet Aplidium och familjen klumpsjöpungar. Inga underarter finns listade i Catalogue of Life.